# Pixies

Logotipo de la banda

Pixies es una banda de rock alternativo formada en 1986 en la ciudad de Boston, Estados Unidos. El grupo se desintegró en 1993 debido a tensiones internas, pero se reunió nuevamente en 2004. La banda ha estado integrada desde su creación por Black Francis, Joey Santiago, Kim Deal y David Lovering; sin embargo Deal dejó la banda en 2013, siendo reemplazada por Kim Shattuck por unos meses, quien fue reemplazada a su vez en diciembre de ese año por Paz Lenchantin, para el tour mundial 2014. Si bien Pixies solo pudo conseguir un modesto éxito en su país, alcanzó mucho mayor reconocimiento en Europa, en especial en el Reino Unido y a pesar de que ninguno de sus álbumes tuvo un gran éxito comercial, fue una de las bandas más influyentes del rock alternativo.
La música de Pixies está influida por el punk, el post-punk, el surf rock y el noise. A pesar de que su estilo es muy melódico, son capaces de ser cáusticos. Esto se ve reflejado en las letras de Francis, cantante y compositor principal del grupo, que interpreta con un estilo de voz desesperado[cita requerida]. Los temas de sus letras suelen girar en torno a fenómenos de difícil explicación, como el fenómeno OVNI o el surrealismo. Las referencias a temas como la inestabilidad mental, imágenes violentas tomadas de la Biblia, el incesto o daños físicos también son muy frecuentes en las letras de la banda.
Al grupo frecuentemente se le ve como el antecesor inmediato del boom del rock alternativo de principios de la década de 1990, a pesar de que su disolución se dio antes de que pudieran cosechar beneficios de ello. Kurt Cobain, fan confeso de Pixies, reconoció la gran influencia que el grupo ejerció en Nirvana. Esto aseguraría el legado de Pixies y provocaría que su influencia fuera creciendo sustancialmente en los años posteriores a su separación.
Al igual que ocurrió con otros grupos de noise rock, su estilo singular ejerció gran influencia sobre muchas de las bandas de rock de la escena grunge y alternativa de principios de la década de 1990, especialmente sobre Nirvana, Pavement y Weezer, quienes popularizaron su particular uso de melodías suaves durante las estrofas y explosiones, gritos y guitarras distorsionadas en los estribillos. Fueron de gran influencia para todas las bandas que posteriormente incluirían el noise en canciones de estructura pop al igual que ellos.

## Historia

### Formación de la banda
La historia de Pixies comenzó cuando Joey Santiago y Black Francis (cuyo nombre de pila es Charles Thompson IV), estudiantes de antropología de la Universidad de Massachusetts Amherst, coincidieron como compañeros de habitación. Santiago pronto introdujo a Francis en la música de David Bowie, The Beatles y el punk rock de la década de 1970, y comenzaron a componer e interpretar juntos. En esta época Francis realizó un viaje de intercambio estudiantil a la ciudad de San Juan, Puerto Rico, aunque tuvo problemas para desenvolverse por culpa del idioma. Después de seis meses de compartir habitación con un "compañero loco, psicótico y gay", regresó a Boston y abandonó la universidad. Ambos compañeros pasaron el año 1984 trabajando en un almacén, mientras Francis se dedicaba a componer canciones con su guitarra acústica y a escribir letras de canciones mientras viajaba en el metro.
En 1986 Francis publicó en un periódico un anuncio clasificado donde buscaba "bajista a quien le gustara tanto la música del grupo de folk Peter, Paul and Mary como la banda de hardcore punk Hüsker Dü." De esta forma, Kim Deal (la única persona que respondió al anuncio) se incorporó al grupo, si bien se presentó a la audición sin un bajo, ya que nunca antes había tocado dicho instrumento. Explicó que su hermana gemela Kelley Deal tenía un bajo en su casa en Dayton, pero que no tenía dinero para ir a buscarlo. Francis le prestó cincuenta dólares para el billete de avión y Deal regresó con el bajo. El trío comenzó a ensayar en el piso de Deal, ya que la "anciana que vivía en el piso de arriba estaba sorda".
Después de reclutar a Kim Deal, la banda intentó sin resultados convencer a su hermana Kelley para que se uniese a ellos como batería. El esposo de Kim, John Murphy, les sugirió que contratasen al baterista David Lovering, al que Deal había conocido en la celebración de su boda. Después de la llegada de Lovering, el grupo adquirió su nombre cuando Santiago eligió al azar una palabra de un diccionario, encontrando la palabra Pixie (duendecillo en inglés), y le gustó la definición que daban de ella (pequeños elfos maliciosos). El grupo aceptó la sugerencia y comenzaron llamándose "Pixies In Panoply" (también consideraron llamarse "Things on Fire"), pero poco tiempo después lo acortarían a "Pixies". Ya con un nombre y con una formación estable, el grupo trasladó su lugar de ensayo al garaje de los padres de Lovering en el verano de 1986. Dieron su primer concierto — que la banda recuerda como "posiblemente el peor concierto en la historia del rock" — en The Rathskeller en Boston, donde interpretaron las primeras versiones de "Here Comes Your Man", "Dig for Fire" y "Build High".

### Contrato discográfico yCome On Pilgrim
Durante un concierto de Pixies junto a la banda Throwing Muses, los vio el productor discográfico Gary Smith de Fort Apache Studios. Smith dijo a la banda que "no podría dormir hasta que fueran mundialmente famosos". Poco después, la banda produjo en los estudios Fort Apache un demo de diecisiete canciones, conocida por los seguidores como The Purple Tape debido al color lila de la funda del casete. La grabación se hizo en tres días y los mil dólares que costó los aportó el padre de Francis. El casete fue lanzado como demo exclusivamente para gente del gremio, entre ellos Ivo Watts-Russell de 4AD y el promotor local Ken Goes, que se convertiría en mánager de la banda. En un comienzo, Watts-Russell no mostró interés por el grupo, al que encontraba demasiado normal, "demasiado rock n' roll", pero les ofreció su primer contrato discográfico debido a la insistencia de su novia.
Ya con un contrato discográfico con 4AD (compañía de la que la banda dijo: "la mejor a la hora de pagar a tiempo"), se seleccionaron ocho canciones de The Purple Tape para conformar el EP Come On Pilgrim, su primer álbum. El título provenía de la letra de la canción "Levitate Me", que a su vez venía de una frase que utilizaba en sus conciertos de los años 1970 el cantante de rock cristiano Larry Norman, al cual Francis había visto actuar una vez en un campamento de verano: "Come on Pilgrim, you know He loves you" ("Venga peregrino, sabes que Él te quiere"). Black Francis grabaría más adelante una canción de Norman en su carrera en solitario, además de compartir escenario con él en una ocasión.
En el EP, Francis habla de sus experiencias en Puerto Rico y de la pobreza del país, sobre todo en las canciones "Vamos" e "Isla de Encanta". Las letras de temática religiosa de Come On Pilgrim y álbumes posteriores proceden de su época como cristiano renacido en la iglesia pentecostal.
Come On Pilgrim es una muestra de lo que serían Pixies y sentó las bases de su estilo musical. Incluye dos canciones cantadas parcialmente en español ("Vamos" e "Isla de Encanta") y dos canciones que hacen referencia al incesto ("Nimrod's Son" y "The Holiday Song"). "I've Been Tired" habla de la cultura del rock and roll y sexo con un retorcido sentido del humor. Además, hay cuatro canciones de temática religiosa: "Caribou", "Nimrod's Son", "I've Been Tired" y "The Holiday Song". Musicalmente, Come On Pilgrim mostraba la errática forma de tocar de Santiago (muy visible en "Vamos"), las dulces armonías de Kim Deal (que utilizaba el pseudónimo de "Mrs. John Murphy" en las primeras grabaciones de la banda, en forma de broma, y los increíbles cambios tonales en la voz de Frank Black, que pasaba de gritar a cantar de forma melódica sencilla y tradicional.

### Surfer RosayDoolittle
A Come On Pilgrim le siguió el primer álbum LP, Surfer Rosa. Fue producido por Steve Albini, grabado en dos semanas y lanzado a principios de 1988. Posteriormente, Albini se haría famoso por producir el álbum In Utero de Nirvana a petición de Kurt Cobain, que citó a Surfer Rosa como una de sus mayores influencias musicales, admirando en particular la potencia y naturalidad del sonido de la batería, que se debían en gran medida a la producción de Albini en el álbum. Surfer Rosa les trajo críticas positivas por todo el mundo; las revistas Melody Maker y Sounds consideraron al disco "álbum del año". El éxito de Surfer Rosa les llevó a firmar con la discográfica multinacional Elektra para su segundo álbum.
Al igual que con Come On Pilgrim, la banda ofrecía una amplia gama de estilos de canciones. De cualquiera de las maneras, en sonido y temas, Surfer Rosa era similar a Come On Pilgrim, desde la canción "Bone Machine", dominada por la batería y que mostraba una propensión a la temática surrealista que sería sello de la banda, hasta canciones pop de guitarras como "Broken Face", "Break My Body" y "Brick is Red".
La banda incluyó material más duro, como "Something Against You", con los gritos distorsionados de Black Francis. La revista Q incluyó a Surfer Rosa en su lista de los "50 álbumes más duros de todos los tiempos". En el álbum aparece una versión regrabada de "Vamos", canción que aparecía ya en el EP Come On Pilgrim. La pista "You Fuckin' Die! (I Said)" (referida como "pista adicional" o "pista escondida" en la mayoría de las ediciones del álbum) que aparece al final del álbum es una grabación accidental de Francis y Deal hablando y bromeando, y en contra de lo que sugiere el título no hay rastro de la tensión que luego les llevaría a disolver la banda.
Surfer Rosa contiene algunas de sus canciones más populares, como "Gigantic", que fue su primer sencillo y una de las pocas canciones donde la voz principal es de Kim Deal (el sencillo no entró en el Billboard, y solo llegó al número 93 en el Reino Unido), "River Euphrates" o "Where Is My Mind?", que aparece en la banda sonora de la película Fight Club.
Después de su aclamado primer álbum, la banda viajó al Reino Unido con la banda Throwing Muses en una gira europea llamada "Sex and Death tour", que dio comienzo en Londres. La gira les llevó a los Países Bajos, donde Pixies ya había recibido suficiente atención de los medios como para encabezar la gira. Francis después recordaría: "El primer sitio donde conseguí algo con Pixies fue en los Países Bajos". La lista de canciones del concierto incluía nuevos temas como "In Heaven", "Hey", y "Wild Honey Pie", y la banda a veces tocaba todo el setlist en orden alfabético, entre otras bromas privadas que caracterizaron la gira. Las canciones mencionadas se escogieron para grabar una Peel session en julio para la BBC y pronto volvieron a los mismos estudios para grabar otra sesión con Peel, en esta ocasión escogiendo "Dead", "Tame", "There Goes My Gun", y "Manta Ray". En total, la banda grabó seis Peel sessions y lanzó un álbum con algunas de estas grabaciones, Pixies at the BBC.
En esta época, la banda conoció al productor británico Gil Norton, que se haría cargo de la grabación de su segundo álbum, Doolittle (provisionalmente llamado Whore), que se grabó en las últimas seis semanas de 1988 y se considera como un cambio del sonido crudo de Come On Pilgrim y Surfer Rosa. Doolittle tiene un sonido mucho más limpio, en gran medida por Norton y los cuarenta mil dólares que se invirtieron en la grabación, cuadruplicando el dinero invertido en Surfer Rosa. Mucha de la temática del álbum es similar a la de los dos álbumes previos; varias canciones parecen evocar imágenes sangrientas y de mutilaciones, como "I Bleed", "Wave of Mutilation", y "Gouge Away".
Doolittle comienza con "Debaser", una oda a la película surrealista de Luis Buñuel y Salvador Dalí, Un perro andaluz. "Debaser" es quizá su canción más aclamada; la revista Q la puso en el puesto número 21 de su lista de "Las 100 mejores pistas de guitarra". Doolittle contiene el sencillo "Here Comes Your Man"; una canción de pop inusualmente jovial para la banda. Francis después expresaría su sorpresa ante el hecho de que el riff de guitarra inicial y la parte cantada fuese exactamente igual a la canción "Never My Love" de la banda The Association, escrita veinte años antes. "Monkey Gone to Heaven", la única canción de Pixies con una sección de cuerda, se convirtió en un éxito, entrando en el Top 10 de la lista de radio de rock moderno en los Estados Unidos y en el Top 100 británico de sencillos. La única contribución de Deal como compositora se encuentra en la canción "Silver" (coescrita con Francis), en la cual Deal toca la guitarra slide y Lovering el bajo. Lovering puso la voz principal en "La La Love You", una canción de amor atípica para la banda.
Al igual que Surfer Rosa, Doolittle fue aclamado por el público y la crítica, y es su álbum más vendido, siendo certificado disco de oro por la RIAA el 10 de noviembre de 1995. En 2003, el álbum se situó en el número 226 de la lista de Los 500 grandes álbumes de todos los tiempos de la revista Rolling Stone. También la revista Q la incluyó en su lista de Los 100 mejores álbumes de todos los tiempos.

### La separación/La pausa
Fue después de Doolittle cuando las tensiones entre Deal y Francis se volvieron insoportables (por ejemplo, Francis le tiró una guitarra a Deal durante un concierto en Stuttgart) y casi fue expulsada de la banda. Santiago, en una entrevista a la revista Mojo, dijo:

Kim era cabezona y quería incluir sus propias canciones, explorar su propio mundo. De la manera como yo creo que Charles (Black Francis) lo veía, la banda hacía pizzas, no galletitas. Antes de hacer Bossanova, incluso la íbamos a expulsar de la banda después de un concierto en Fráncfort del Meno donde la encontramos en su habitación sin ninguna intención de tocar. Pero nuestro abogado nos convenció de que intentáramos arreglarlo. ¿Sabes?, yo aparté el incidente de mi cabeza, era demasiado para mí. Kim no podía creer que yo pudiera tener algo que ver en el tema, pero le dije, no pareces feliz, así que ¿por qué seguir? Al final, Kim comprendió que Charles era el líder, que él era el cantante, pero dejaron de hablarse tras eso.

Durante la gira de Fuck or Fight por Estados Unidos, hecha para promocionar el álbum Doolittle, la saturación de trabajo pasó factura a la banda; Pixies habían sacado tres álbumes en dos años, además de estar constantemente de gira. Casi al final de la gira de 1989, durante su concierto en Boston, Deal estaba borracha, siendo tal el enfado de Santiago que destrozó sus instrumentos para después marcharse del concierto. Después del último concierto en Nueva York, la banda estaba demasiado cansada para asistir a la fiesta del final de la gira y anunciaron que iban a tomarse un descanso.
Durante esta pausa, Santiago viajó por el Gran Cañón para "encontrarse a sí mismo", y Lovering se marchó a Jamaica. Francis se compró un Cadillac amarillo y atravesó Estados Unidos con su novia (por una fobia a volar), mientras hacía conciertos en solitario para conseguir dinero. Deal formó The Breeders, banda llamada igual que la que había formado con su hermana en la adolescencia, formando el nuevo grupo junto a Tanya Donelly de Throwing Muses y la bajista Josephine Wiggs de Perfect Disaster. Su álbum debut, Pod, se lanzó a finales de ese mismo año.

### BossanovayTrompe le Monde
Cuando la banda retomó el trabajo, Francis comenzó a limitar las contribuciones de Deal y a controlar más todo lo concerniente a la banda; los tres primeros álbumes habían sido compuestos en parte por Deal, mientras que el nuevo Bossanova solo contiene canciones de Francis. Deal no estaba contenta y anunció unilateralmente una aparente disolución de la banda durante un concierto de la gira de apoyo de Doolittle. Pixies estaban en la cumbre de su popularidad, encabezando festivales como el Reading Festival de 1990.
La temática del álbum cambió con respecto a los álbumes anteriores, hacia un enfoque más surrealista, de ciencia ficción. El estilo musical está inspirado en el surf rock. El álbum comienza con una versión de "Cecilia Ann" de The Surftones. Canciones como "Havalina" y "Ana" mostraban un lado soñador de la banda, y la voz de Francis mucho más entonada (aunque en "Rock Music", muestra sus inconfundibles gritos). "Dig For Fire" es, según Francis, un tributo a Talking Heads. La guitarra de Santiago es menos prominente, sin ningún solo alocado como en Come On Pilgrim o Surfer Rosa. La canción "Allison" es un tributo a uno de los ídolos musicales de Francis, el artista estadounidense de jazz y blues Mose Allison. La canción habla del espacio y el universo, temática habitual en la música de Mose.
La banda siguió de gira, y la disolución de la que tanto se había hablado no terminaba de ocurrir, por lo que siguió el álbum Trompe le Monde, lanzado en 1991 y que tampoco contaba con mucho material compuesto por Deal. El álbum tuvo una acogida buena, aunque no comparable a los primeros. Antes de su lanzamiento, se rumoreaba que estaba inspirado en el heavy metal, y el prelanzamiento del sencillo "Planet of Sound", más duro de lo que venía siendo habitual, no ayudó a acallar los rumores.
Trompe Le Monde sigue la temática de los OVNIs y la ciencia ficción (incluyendo una canción sobre vuelos espaciales, "Planet of Sound", mientras que "Motorway to Roswell" toca el fenómeno alienígena). Canciones como "Bird Dream of the Olympus Mons" y "Lovely Day" son similares en estilo a las del álbum Bossanova (como "Havalina"). El álbum hizo a la banda conseguir cierta popularidad con canciones como "Palace of the Brine" y "Trompe Le Monde". Las canciones "U-Mass" y "Alec Eiffel" incluyen al teclista Eric Drew Feldman, algo que habría sido impensable en la época de Come On Pilgrim y Surfer Rosa. El álbum también incluye una versión de la canción "Head On" de The Jesus and Mary Chain. Trompe Le Monde fue el último álbum antes de la disolución de la banda.
Siguiendo al lanzamiento de Trompe Le Monde, la banda contribuyó al álbum tributo a Leonard Cohen, I'm Your Fan, con una versión de la canción "I Can't Forget", para después embarcarse en una gira por Estados Unidos, que culminó con una actuación en el programa de televisión The Tonight Show Starring Johnny Carson. Después comenzaron una incómoda gira como teloneros de U2 (en su gira Zoo TV) en 1992. La tensión entre los miembros de la banda creció, y, a finales de año, se separaron para concentrarse en sus proyectos en solitario.
A principios de 1993, Francis anunció en una entrevista a BBC Radio 5 que la banda se había disuelto y no dio más explicaciones, ni siquiera al resto de los miembros de la banda. Después, telefoneó a Santiago y subsecuentemente avisó a Deal y Lovering por fax. Francis después se arrepentiría de deshacer la banda de esta manera, ya que no dio oportunidad al resto de la banda de discutirlo.

### Después de la ruptura
Black Francis se hizo llamar Frank Black y editó tres álbumes en solitario (Frank Black, Teenager of the Year y The Cult of Ray). Después, formó una banda junto a los exmiembros de Miracle Legion Scott Boutier y David McCaffrey, y el músico de sesión Lyle Workman, haciéndose llamar Frank Black and the Catholics. Para el segundo álbum con the Catholics, Workman fue sustituido por Dave Gilbert, y para el tercer álbum se sumó al proyecto un tercer guitarrista, Dave Phillips. Aunque había un fuerte elemento de rock en la banda, la adición de steel guitar le daba un aire country. En 2005 The Catholics se disolvieron y Black editó su cuarto álbum en solitario, Honeycomb, con un estilo más maduro, de rhythm and blues, con el apoyo de músicos de Nashville, Tennessee. El 19 de julio de 2006, lanzó al mercado un doble álbum también con extractos de estas grabaciones, Fastman Raiderman. Volviendo a su "nombre de guerra" de la época de Pixies, Black Francis lanzó un LP (Bluefinger) y un EP (Svn Fngrs). En mayo de 2008, Black Francis y su banda (incluyendo a Eric Drew Feldman) actuaron en el Festival de cine de San Francisco para promocionar la película de terror The Golem. A principios de 2009 formó junto a su esposa, Violet Clark, la banda Grand Duchy. Su álbum debut, Petits Fours, se puso a la venta el 14 de abril con una recepción bastante buena por parte de la crítica.
Deal volvió a The Breeders teniendo cierto éxito con el sencillo «Cannonball» del álbum de 1993, Last Splash, que RIAA certificó disco de platino. Tardaron un tiempo en grabar otro álbum, en parte por la adicción de su hermana Kelley Deal a la heroína. Durante el parón de The Breeders, Deal formó la banda The Amps, con el que grabó un único álbum, Pacer, en 1995. Un nuevo álbum de Breeders, Title TK, finalmente salió al mercado en 2002, con solo Kim y Kelley de los miembros iniciales de la banda.
Lovering trabajó como mago actuando con el nombre artístico de "The Scientific Phenomenalist", haciendo experimentos en el escenario y ocasionalmente abriendo los espectáculos de Frank Black o The Breeders. Lovering continuó tocando la batería, tocando en uno de los álbumes en solitario de Tanya Donelly, Lovesongs for Underdogs de 1997.
Santiago tocó la guitarra en los álbumes en solitario de Frank Black, y en otros álbumes como Statecraft, del músico de indie rock Charles Douglas. Santiago también compuso la música para la cadena de televisión Fox, además de formar una banda con su esposa, Linda Mallari, llamada The Martinis. Lanzaron su álbum debut, Smitten, en 2004.
Después de la disolución de la banda, 4AD y Elektra Records lanzaron varios álbumes recopilatorios como Death to the Pixies y Complete B-Sides, junto con Pixies (The Purple Tape) y Pixies at the BBC.

### La reunión

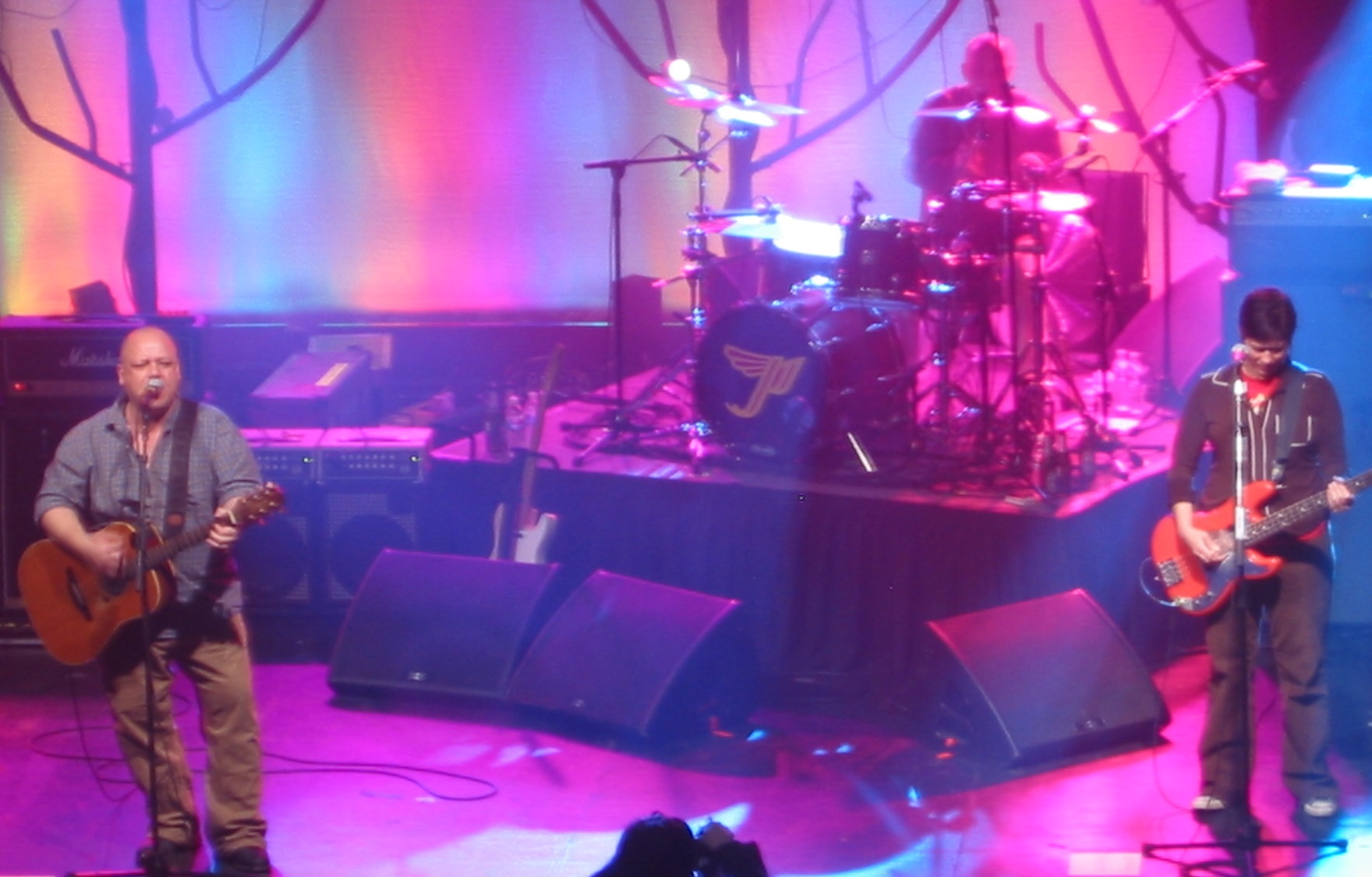
Pixies en Kansas en 2004.

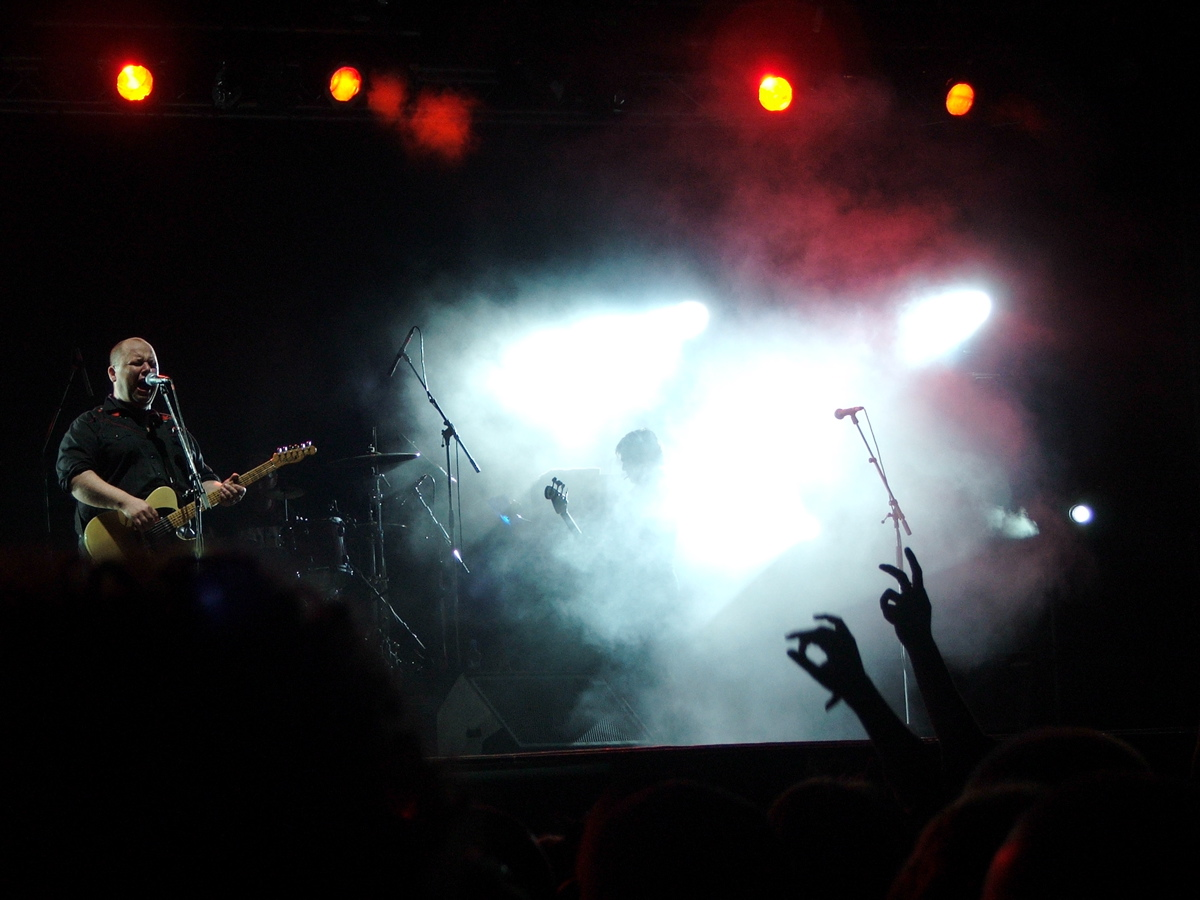
Pixies en el Festival de Pahoda en 2006.

En los once años posteriores a la disolución de la banda, los rumores sobre una reunión fueron frecuentes. Aunque Frank Black los negaba con celeridad, es cierto que comenzó a incluir una creciente cantidad de temas de Pixies en sus conciertos con the Catholics, y ocasionalmente incluía a Santiago y Lovering en sus proyectos en solitario. A finales de 2003 la prensa confirmó una reunión para primavera de 2004. Pixies hicieron su primer concierto de regreso el 13 de abril de 2004 en The Fine Line Music Cafe en Mineápolis, Minnesota, y una gira de calentamiento por los Estados Unidos y Canadá, seguida de un concierto en el Festival de Música y Artes de Coachella Valley. La banda pasó el resto de 2004 de gira por Brasil, Europa, Japón, y nuevamente los Estados Unidos.
Esta reunión de 2004 fue plasmada en la película documental LoudQUIETloud.
En junio de 2004, la banda lanzó un nuevo sencillo, "Bam Thwok" exclusiva para iTunes Music Store. La canción llegó al número 1 de la lista de música más descargada en el Reino Unido, la UK Official Download Chart. 4AD lanzó Wave of Mutilation: The Best of the Pixies, junto a un DVD. La banda también contribuyó con una versión de "Ain't That Pretty At All" para el álbum homenaje al músico Warren Zevon, Enjoy Every Sandwich.
En 2005 la banda tocó en Lollapalooza, "T on the Fringe", y el Newport Folk Festival. Continuaron tocando a lo largo de 2006 y 2007, culminando con su única aparición en Australia. Desde 2005, Francis ha comentado en varias ocasiones la posibilidad de que Pixies grabase un nuevo álbum de estudio, o las pocas probabilidades de ello, siendo Kim Deal el mayor obstáculo para que ocurra.
Para la celebración del vigésimo aniversario del lanzamiento de Doolittle, Pixies comenzó una nueva gira en octubre de 2009, en la que tocaban todas las canciones del disco y las caras B de sus sencillos. La gira comenzó en Europa, continuó por Estados Unidos en noviembre, siguiendo con más fechas en Australia, Nueva Zelanda y nuevamente Europa en primavera de 2010, para terminar en Estados Unidos en otoño de 2010 hasta la primavera de 2011.

### Salida de Kim Deal eIndie Cindy
El 14 de junio de 2013 el perfil de Twitter de la banda anunció que Kim Deal había dejado el grupo. Desde entonces Deal ha publicado música en solitario en su página web y los restantes Pixies la han acogido de vuelta cuando su calendario con las Breeders lo permite. Dos semanas más tarde, la banda publicó una nueva canción, "Bagboy", como descarga gratuita en su página web. El canción cuenta con la participación de Jeremy Dubs del grupo Bunnies a las voces, en sustitución de Deal.
El 1 de julio de 2013 los Pixies anunciaban la incorporación de la guitarrista y vocalista de The Muffs y The Pandoras, Kim Shattuck, para sustituir a Deal en la gira europea 2013 de la banda. El 3 de septiembre de 2013 los Pixies lanzaron un EP de nuevas canciones titulado EP1. El 29 de noviembre de 2013 Shattuck anunció que había sido despedida de la banda ese día. En diciembre de 2013 se anunció que la bajista de A Perfect Circle y The Entrance Band, Paz Lenchantin, se unía a los Pixies para la gira 2014. Más material nuevo apareció cuando los Pixies publicaron su segundo EP, EP2, el 3 de enero de 2014. El sencillo estrenado en radio fue "Blue Eyed Hexe". Otro EP, EP3, fue lanzado el 24 de marzo de 2014. Todos los EP estuvieron disponibles exclusivamente como descargas y vinilos de edición limitada. Los tres EP fueron recopilados en formato LP y publicados como el álbum Indie Cindy en abril de 2014. El álbum fue el primer lanzamiento de la banda en más de dos décadas, habiendo sido el último Trompe le Monde en 1991.
En 2015 se anunció que los Pixies girarían como teloneros del exlíder de Led Zeppelin, Robert Plant, en una serie de conciertos a lo largo de Norteamérica.

### Head Carrier(2016-presente)

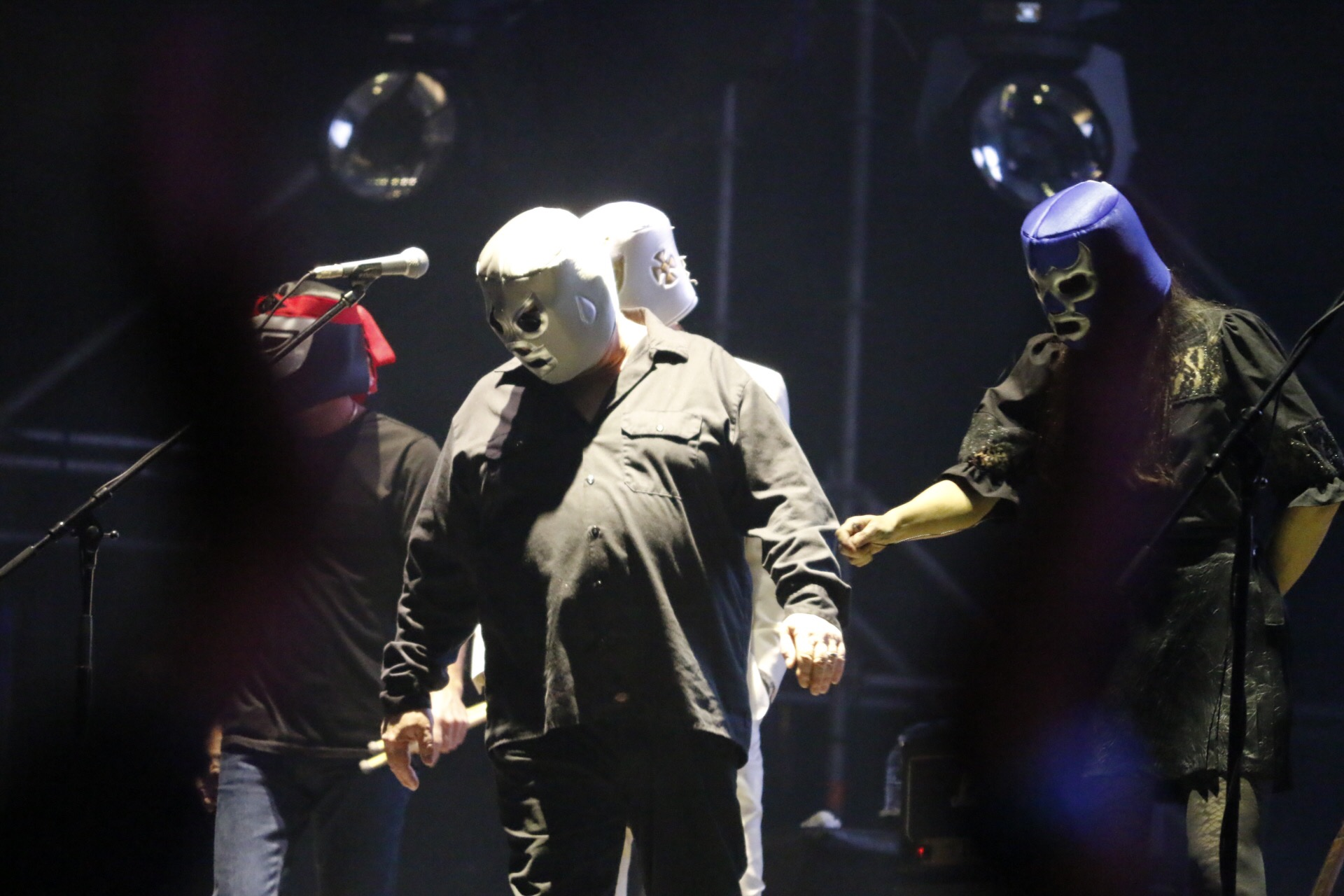
Pixies portando máscaras de lucha libre mexicana en un concierto en la Ciudad de México.

El 6 de julio de 2016 la banda anunció el lanzamiento de su sexto álbum, Head Carrier, y que Lenchantin se convertía en miembro permanente del grupo. El álbum fue lanzado el 30 de septiembre de 2016.

## Estilo musical
Aunque el estilo musical de Pixies ha cambiado a lo largo de los años, la banda se define como de rock alternativo similar a bandas contemporáneas como Throwing Muses. Pixies exploró varios estilos en sus canciones, aunque la mayoría se caracterizan por la distintiva voz y gritos de Francis, los suaves coros de Deal (como en "I Bleed" y "Debaser") y la errática forma de tocar la guitarra de Santiago. El sonido de la banda ha evolucionado del indie rock de los álbumes Come On Pilgrim y Surfer Rosa, hacia un rock de ciencia ficción en Bossanova y Trompe le Monde. De cualquiera de las maneras, han experimentado con varios géneros, como el surf rock ("Cecilla Ann" de Bossanova), rock ("U-Mass") y pseudo metal ("Planet of Sound" y "The Sad Punk", de Trompe le Monde).

### Influencias
Pixies han sido influidos por un gran número de artistas y géneros distintos; cada miembro viene de un pasado musical muy distinto. Cuando Francis comenzó a componer para Pixies, dice que escuchaba sobre todo Hüsker Dü, Captain Beefheart e Iggy Pop (incluyendo New Values y el bootleg I'm Sick of You); en una entrevista a la revista Mojo Magazine citó a Iggy como su mayor influencia. Durante la elaboración de Doolittle escuchaba mucho el White Album de The Beatles. Citó a Buddy Holly como modelo a seguir para su forma de componer canciones de forma comprimida.
Francis dijo:

La banda que más me influyó fue The Cars. ¡Yo ni siquiera lo sabía! No tengo ningún álbum de ellos, pero ¿recuerdas como sus primeros éxitos tenían ese riff sordo de guitarra? Dun-dun-dun-dun ... de repente estaba bien silenciar las cuerdas con la mano y sacar algún estúpido riff. Aprendí a hacerlo y era como: "¡oh, Dios mío, sueno como The Cars!" No puedes imaginar cuántas copias de Ric Ocasek [líder de The Cars] escribí cuando tenía dieciséis años.

Santiago escuchaba punk de los años 1970 y 1980 (incluyendo Black Flag) y a David Bowie. Entre los guitarristas que le influyeron se incluyen Jimi Hendrix, Les Paul, Wes Montgomery y George Harrison.
Las influencias de Deal provenían sobre todo de la música country; había formado una banda de country con su hermana en la adolescencia, también llamada The Breeders.
Además, la música folk también fue una influencia para Pixies; Francis escuchaba al cantante de rock cristiano Larry Norman. De hecho, cuando la banda buscaba bajista, el único requisito era que le gustara Hüsker Dü y el trío folk Peter, Paul and Mary. Francis también menciona a Lou Reed en la canción "I've Been Tired" de Come On Pilgrim.
Otras formas de arte también influyeron a Pixies, como el cine; Francis cita películas surrealistas como Eraserhead y Un perro andaluz como influencias. Comentó sobre estas influencias (homenajeadas sobre todo en el álbum Doolittle) diciendo que "no tenía la paciencia para sentarme a leer novelas surrealistas, era más fácil ver películas de veinte minutos de duración". Llegó a decir que los miembros de la banda eran surrealistas en una entrevista a Melody Maker: "Tal vez la vanguardia atrae a la gente que viene del mismo origen económico que nosotros, porque rechazamos, al modo típico, los antiguos y profundos valores cristianos; pero seguimos estando endemoniadamente confusos.

### Letras y voz
La mayoría de las canciones de Pixies las componía y cantaba Black Francis, cuya temática en las letras estaba enfocada en la violencia bíblica ("Dead", "Gouge Away") y el incesto ("The Holiday Song", "Nimrod's Son"). Más adelante, comentó en una entrevista a Melody Maker: "Son todos esos personajes del Antiguo Testamento. Estoy obsesionado con ellos. No sé por qué son tan recurrentes".
También escribió sobre temas poco habituales, como los suicidios de salarymen en el Japón ("Wave of Mutilation") o terremotos ("Here Comes Your Man"), y en su primera época incluía temas cristianos, como en "Levitate Me". Más adelante, comenzó a interesarse en temas de ciencia ficción como los alienígenas ("Motorway to Roswell") o los OVNIs ("The Happening").
Deal puso su voz a "Gigantic" y a la última composición de la banda, "Bam Thwok", ambas canciones compuestos por ella, además de en "Silver," coescrita con Francis; también cantó en la canción escrita por Francis "Into the White" y la versión de "I've Been Waiting For You" de Neil Young. Lovering puso la voz principal a "La La Love You" y "Make Believe"; ambas compuestas por Francis.

### Versiones
La banda ha grabado varias versiones: "Hang on to You Ego" (The Beach Boys), "Wild Honey Pie" (The Beatles), "Ain't That Pretty At All" (Warren Zevon), "Winterlong" y "I've Been Waiting for You" (Neil Young), "I Can't Forget" (Leonard Cohen), una versión en español de "Evil Hearted You" (The Yardbirds), "Head On" (The Jesus and Mary Chain), "Cecilia Ann" (The Surftones), "Born in Chicago" (The Paul Butterfield Blues Band), "In Heaven (The Lady in the Radiator Song)" (de la película Eraserhead), y "Theme from NARC" (del videojuego NARC).

### Instrumentación
En términos de instrumentación, Pixies son una banda de rock de cuatro piezas. Francis, el cantante de la banda, toca guitarra rítmica, ya sea Fender Telecaster, Acústica Martin & co Gibson SG, Gibson SG Junior, Fender Mustang, o Fender Jaguar, empleando Marshall JCM 800 o Vox AC30 como amplificación. Santiago, el guitarrista principal, siempre usa Les Paul o Gibson ES-335 y un amplificador Pearce GR-8. Deal, la bajista, toca con bajos Fender Precision o Music Man Stingray. Lovering, el batería, usa una batería Pro Prestige de cinco piezas.
A medida que progresaba su carrera, comenzando con "Gigantic" (de Surfer Rosa), la banda ha incorporado otros instrumentos, a veces inusuales, y ha experimentado con su sonido. Por ejemplo, "Monkey Gone to Heaven" cuenta con una sección de cuerda. En "Velouria" (de Bossanova) se hace uso de un theremín. La gran mayoría de las canciones de Trompe le Monde contienen teclados y sintetizadores, de la mano de Eric Drew Feldman, y "Bam Thwok", su último sencillo, cuenta con un solo de órgano.

## Legado
Aunque Pixies editaron pocos álbumes, tuvieron una gran influencia en la explosión del rock alternativo de la década de 1990 que comenzó con la canción "Smells Like Teen Spirit" de Nirvana. Gary Smith, productor del primer álbum de Pixies, Come On Pilgrim, habló de su influencia en 1997.

He oído que se dice acerca de The Velvet Underground que, aunque no mucha gente compraba sus álbumes, cualquiera que lo hacía empezaba una banda. Creo que también es aplicable en gran medida a Pixies. El arma secreta de Charles resultó ser no tan secreta y, tarde o temprano, todo tipo de bandas explotaron su estrategia de dinámica amplia. Se convirtió en una especie de nueva fórmula de pop y, en poco tiempo, "Smells Like Teen Spirit" estaba escalando las listas e incluso los miembros de Nirvana dijeron después que sonaba como una canción de Pixies.

A Pixies, en lo que a sonido se refiere, se les atribuye haber popularizado las formas de composición que luego se convertirían en un estándar dentro del rock alternativo; las canciones de Pixies normalmente se componen de estrofas suaves y reprimidas junto a estribillos explosivos. Las versiones de sus canciones y comentarios de diversos artistas como David Bowie, Radiohead, U2, Weezer, Nirvana, The Cure y críticas como las de Graham Linehan atestiguan el aprecio por la banda de otros músicos y críticos. Bob Mould (de Hüsker Dü, a quienes Pixies citan como influencia) dijo que era un gran fan de Pixies, al igual que Thom Yorke de Radiohead, que después de informarse de que Pixies había decidido tocar antes que ellos en el Coachella Valley Music and Arts Festival, exclamó:

¡No! Eso no está bien. Pixies antes que nosotros es como que los Beatles fuesen nuestros teloneros. No lo permitiré. No es posible que nosotros salgamos después que Pixies.

Yorke dijo en ese mismo festival que, mientras estaba en el colegio, "los Pixies cambiaron mi vida". Otros miembros de Radiohead han citado a la banda como influencia, y Yorke comentó, "si todos fuéramos seguidores de los Pixies y nada más, está claro a lo que sonaría la banda".
Durante la gira con U2 en 1992, Pixies recibieron una nota de la banda que decía: "Seguid buscando fuego. Os queremos". David Bowie, cuya música había inspirado a Francis y Santiago en su época universitaria, habló de la ruptura de la banda: "Me sentí muy deprimido el día en que me enteré de la separación de los Pixies. Vaya desperdicio... Los veía llegando a ser gigantescos". Esta aseveración se hacía eco de muchos artistas de la época que pensaban que los Pixies merecían haber tenido más éxito comercial.
La cita más célebre fue la de Kurt Cobain sobre la influencia de la banda en "Smells Like Teen Spirit", admitiendo que fue un intento consciente de seguir el estilo de Pixies. En enero de 1994, en una entrevista a Rolling Stone, dijo:

Yo intentaba escribir la canción pop definitiva. Básicamente intentaba copiar a los Pixies. He de admitirlo [sonríe]. Cuando oí a los Pixies por primera vez, conecté con esa banda tan fuertemente que tendría que haber estado en la banda..., o al menos en una banda de versiones de Pixies. Lo que hicimos fue usar su sentido de la dinámica, suave y calmado y después alto y duro.

Weezer (que después harían una versión de "Velouria" en el álbum de homenaje a Pixies Where Is My Mind?) han citado a Pixies como influencia en su música, y su cantante Rivers Cuomo, en una entrevista a Addicted To Noise, dijo que la banda le hizo "explotar la cabeza cuando fui a Los Ángeles la primera vez y comencé a descubrir nueva música". Damon Albarn de Blur dijo: "Cuando comenzamos queríamos sonar como los Pixies".

## Apariciones televisivas y vídeos musicales
Pixies hicieron apariciones en varios programas televisivos en su primera etapa, incluyendo The Tonight Show y 120 Minutes en Estados Unidos; Snub TV y The Word en el Reino Unido.
Ya que la banda tenía contrato con una pequeña discográfica independiente, 4AD, en la época de Come On Pilgrim y Surfer Rosa no se editó ningún videoclip. Desde Doolittle, su primer álbum con Elektra Records, el grupo comenzó a lanzar videoclips con cada uno de sus sencillos, aunque eran bastante simples. Por ejemplo, en las canciones "Monkey Gone To Heaven", "Head On" y "Debaser", eran simples videos de la banda tocando sus instrumentos.
Para Bossanova, la banda ya tenía animadversión a la grabación de videoclips, ya que Francis se negaba a utilizar la sincronía de labios. Por ejemplo, en el video de "Here Comes Your Man", tanto Black como Deal abren la boca de forma exagerada en vez de intentar seguir la letra. Según la discográfica, este fue uno de los motivos por los cuales Pixies no consiguieron gran éxito en la MTV.
Cuando "Velouria" (el primer sencillo extraído de Bossanova) comenzó a escalar en las listas del Reino Unido, el grupo recibió una oferta para aparecer en el programa Top of the Pops. Pero las reglas de la BBC eran que solo los sencillos con videoclip podían formar parte del programa, por lo que se hizo un video barato con la banda corriendo por una cantera. El video consta de veintitrés segundos de metraje (el tiempo que tardó la banda en llegar hasta la cámara), que se ralentizó para que durara lo mismo que la canción. De cualquiera de las maneras, la grabación del video fue en vano, ya que Pixies nunca llegaron a tocar "Velouria" en Top of The Pops mientras duró el sencillo en listas.

## Logros y premios
Aunque Pixies nunca ganaron premios de renombre, la banda ganó varios premios de revistas musicales y premios menores. Por ejemplo, ganaron el Act of the Year (Mejor directo del año) en 2004 en los Premios de la música de Boston. Además, varias revistas musicales les han premiado:
| Año  | Medio        | Premio                                        |
| ---- | ------------ | --------------------------------------------- |
| 1988 | Sounds       | Álbum del año por Surfer Rosa.                |
| 1988 | Melody Maker | Álbum del año por Surfer Rosa.                |
| 1989 | Melody Maker | Sencillo del año por "Monkey Gone to Heaven". |
| 1989 | Melody Maker | Segundo mejor álbum del año por Doolittle.    |
| 1990 | Sounds       | Álbum del año: Bossanova.                     |

Además, los álbumes Surfer Rosa y Doolittle aparecen en la lista de la revista Rolling Stone, Los 500 mejores álbumes de todos los tiempos, en los puestos 315 y 226, respectivamente.

## Miembros

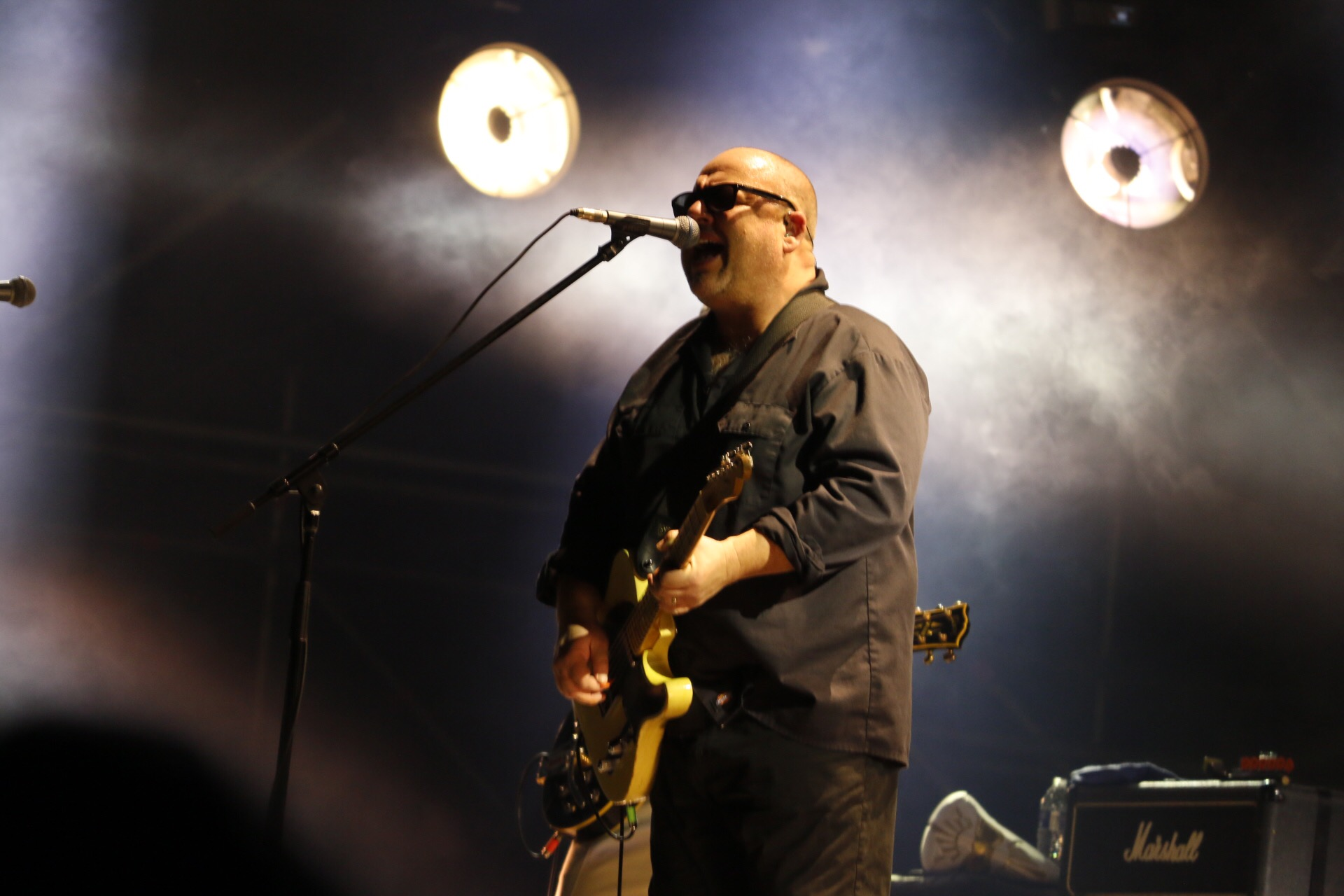
Black Francis Voz, segunda guitarra.
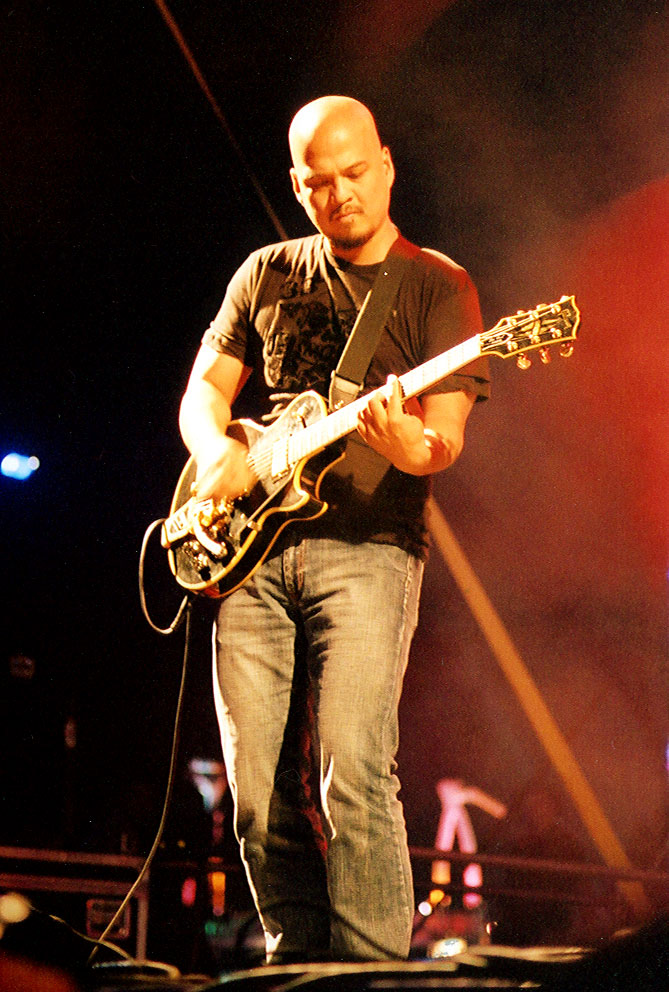
Joey Santiago Primera guitarra.
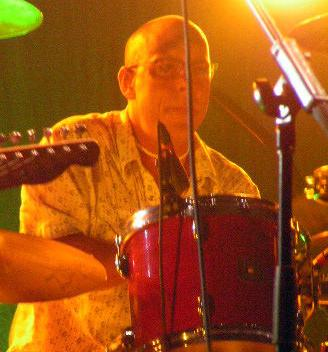
David Lovering Batería.

### Miembros actuales
- Black Francis: voz principal, guitarra rítmica (1986-1993, 2004-presente)
- David Lovering: batería, percusión (1986-1993, 2004-presente)
- Joey Santiago: guitarra solista, teclados (1986-1993, 2004-presente)
- Emma Richardson: bajo, coros (2024)[123]

### Miembros pasados
- Kim Deal: bajo, coros (1986-1993, 2004-2013)
- Kim Shattuck: bajo, coros (2013)
- Paz Lenchantin: bajo, violín, coros (2014-2024)

## Discografía
- Come On Pilgrim EP (1987)
- Surfer Rosa (1988)
- Doolittle (1989)
- Bossanova (1990)
- Trompe le Monde (1991)
- Indie Cindy (2014)
- Head Carrier (2016)
- Beneath The Eyrie (2019)
- Doggerel (2022)